# 시녀 이야기
《시녀 이야기》(The Handmaid's Tale)는 캐나다의 소설가 마거릿 애트우드가 1985년에 발표한 디스토피아 소설이다. 본 소설을 바탕으로 동명의 영화(1990년), 오페라(2000년), 텔레비전 드라마(2017년) 등이 제작되었다.

## 등장인물
- 준

- 세레나

신분 : 아내/부인(여자들중 가장 높은 계급)
- 워터포드

신분 : 사령관(남자들중 가장 높은 계급)
- 닉

신분 : 수호자(남자들중 가장 낮은 계급)
워터포드의 운전수.
감시자들에 속해있다.

## 줄거리ㆍ관련 용어

### 관련 용어
- 시녀

상징색 : 빨강
부인이 나이가 들었거나,아이를 가질수 없는 아내들을 대신해 사령관의 아이를 낳기위해 각 사령관의 집에 배정된다. 일종의 일부다처제가 변형되어 나온 특이한 계급. 작중에서는 걸어다니는 자궁이라고 말한다.
- 아내(부인)

상징색 : 초록(소설에서는 파랑)
wife로 직역하자면 아내이나, 여주인의 역할도 하고 있으므로 한국으로 따지자면 '부인'이라는 호칭이 어울린다.
사령관의 아내에게 붙는 명칭으로 여자들중 계급이 가장 높다.
- 하녀

틀:계급이 높은 사람들의 집에서 집안일을 하는 사람
- 아주머니(이모)

아이를 가질수 있는 여자들(예비시녀)을 사령관의 집에 배치하기 전에 교육하는 사람을 말한다
- 이사벨의 집
- 수호자
- 천사
- 사령관
- 감시자
- 하급계층

아무런 계급을 받지 못한 남자들과, 수호자의 아내의 경우엔

## 같이 보기
- 캐나다 문학